# フィトクロモビリン:フェレドキシンオキシドレダクターゼ
フィトクロモビリン:フェレドキシンオキシドレダクターゼ（phytochromobilin:ferredoxin oxidoreductase, HY2）は、ポルフィリンおよびクロロフィル代謝酵素の一つで、次の化学反応を触媒する酸化還元酵素である。
(3Z)-フィトクロモビリン + 酸化型フェレドキシン {\displaystyle \rightleftharpoons } ビリベルジンIXα + 還元型フェレドキシン
反応式の通り、この酵素の基質は(3Z)-フィトクロモビリンと酸化型フェレドキシン、生成物はビリベルジンIXαと還元型フェレドキシンである。
組織名は(3Z)-phytochromobilin:ferredoxin oxidoreductaseで、別名にPφB synthasel, phytochromobilin synthaseがある。